# John McGough
John McGough (Reino Unido, 13 de diciembre de 1876-1967) fue un atleta británico, especialista en la prueba de 1500 m en la que llegó a ser subcampeón olímpico en 1906.

## Carrera deportiva
En los JJ. OO. de Atenas 1906 ganó la medalla de plata en los 1500 metros, siendo superado por el estadounidense James Lightbody (oro) y por delante del sueco Kristian Hellström (bronce).